# Rose Bernd (1919)
Rose Bernd ist die Verfilmung des Schauspiels Rose Bernd von Gerhart Hauptmann. Regie führte Alfred Halm. Die Hauptrolle ist mit Henny Porten besetzt. Der Stummfilm hat eine Länge von 6 Akten auf 1.900 Meter (70 Minuten) und ist schwarz-weiß im Format 1:1.33.

## Handlung
Rose Bernd, eine ebenso gutmütige wie brave und liebe Bauerntochter, hat in aufopfernder Weise den schwerkranken Sohn der wohlhabenden Familie Flamm gepflegt, bis dieser starb. Dessen Vater, der Schultheiß Flamm, zeigt sich im Laufe der Zeit immer stärker interessiert an dem jungen Mädchen und bedrängt infolgedessen Rose massiv. Schließlich gibt sie dem eindringlichen Werben des verheirateten und sehr viel älteren Mannes nach. Auch Flamms Ehefrau ist sehr krank, sie weiß nichts von den Nachstellungen ihres Mannes. Schließlich wird Rose Bernd vom alten Flamm schwanger. 
Zu allem Überfluss gerät die junge Frau auch noch in die Fänge des ebenso robusten, wie bullig-rüden und charakterlich verkommenen Arthur Streckmann, der mit eigenen Augen Rose und den alten Flamm beim tete-a-tete beobachtet hat und nunmehr bei Rose „sein Recht“ verlangt. Er droht ihr damit, ihre „verbotene“ Liebschaft mit Flamm zu verraten und öffentlich zu machen und erpresst sie: sie soll ihm sexuell zu Willen sein. Rose bleibt jedoch standhaft, worauf Streckmann sie brutal vergewaltigt.
Ein dritter Bewerber um Rose Bernds Gunst ist der fromme Buchhändler August Keil. Er hält ganz offiziell bei Roses Vater um ihre Hand an, doch sein Werben stößt bei der jungen Frau auf taube Ohren. In der Zwischenzeit verbreitet Steckmann Gerüchte über Rose Bernd, die sie in Misskredit bringen soll. Daraufhin zeigen ihr Vater und der alte Flamm Streckmann wegen übler Nachrede und Verleumdung an. Es kommt zum Prozess. Doch Rose Bernd, von den Vorgängen zutiefst beschämt, bestreitet vor Gericht die Affäre mit Flamm ebenso wie ihre Schwangerschaft und leistet aus Scham sogar einen Meineid. Als letzten Akt tiefer, innerer Zerrissenheit und Verzweiflung läuft Rose Bernd in den Wald und bringt in letzter Kraftanstrengung ihr Kind zur Welt. Dann erwürgt sie ihr Neugeborenes und kehrt, von Fieberkrämpfen geschüttelt, in die Stadt zurück.

## Hintergrund
Die Dreharbeiten fanden im August 1919 statt. Produziert wurde der Film von der Messter-Film der UFA und vertrieben von der Konzerntochter Hansa-Film-Verleih GmbH Berlin (Erstverleih). Die Zensurprüfungen fanden im September 1919 und am 5. November 1920 statt (B.43374, B.00685). Der Film wurde beide Male mit einem Jugendverbot belegt. Die Uraufführung war am 5. Oktober 1919 im Berliner Mozartsaal als Wohltätigkeitsmatinee für hilfsbedürftige, alleinstehende Mütter. Der Massenstart war am 17. Oktober 1919.
Die Bauten wurden von Hans Baluschek entworfen und von Jack Winter und Kurt Dürnhöfer ausgeführt.